# Fenylacetyleen
Fenylacetyleen of ethynylbenzeen (C8H6) is een alkyn met een fenylgroep.

## Synthese
Fenylacetyleen kan worden gesynthetiseerd door tweemaal een molecule waterstofbromide uit styreendibromide te onttrekken door gebruik te maken van natriumamide in ammoniak:
De reactie wordt uitgevoerd in vloeibare ammoniak, dat wil zeggen bij een temperatuur van maximaal −33 °C.
Een alternatief, niet alleen in bereidingswijze maar ook in de gebruikte temperatuur, vormt de eliminatie van waterstofbromide uit broomstyreen met behulp van gesmolten kaliumhydroxide (360 °C).

## Reacties
Fenylacetyleen met behulp van een Lindlar-katalysator gehydrogeneerd worden tot styreen.
Onder invloed van kobalt(II)bromide vindt alkyntrimerisatie plaats, waarbij 1,2,4- (97%) and 1,3,5-trifenylbenzeen gevormd worden:
Met natriumtetrachloorauraat (NaAuCl4) als katalysator wordt fenylacetyleen gehydrolyseerd tot acetofenon.
Fenylacetyleen kan worden omgezet tot het overeenkomstig koperfenylacetylide, dat middels de Castro-Stephens-koppeling met joodbenzeen in refluxende pyridine wordt omgezet tot difenylacetyleen: